# 朱利安 (加利福尼亞州)
朱利安（英語：Julian）是位於美國加利福尼亞州聖地牙哥縣的一個人口普查指定地區。

## 地理
朱利安的座標為33°04′15″N 116°35′08″W / 33.07083°N 116.58556°W，而該地最高點為海拔高度1288米（即4226英尺）。

## 人口
根據2010年美國人口普查的數據，朱利安的面積為20.303平方千米，均為陸地。當地共有人口1502人，而人口密度為每平方千米73人。